# Rybatschi

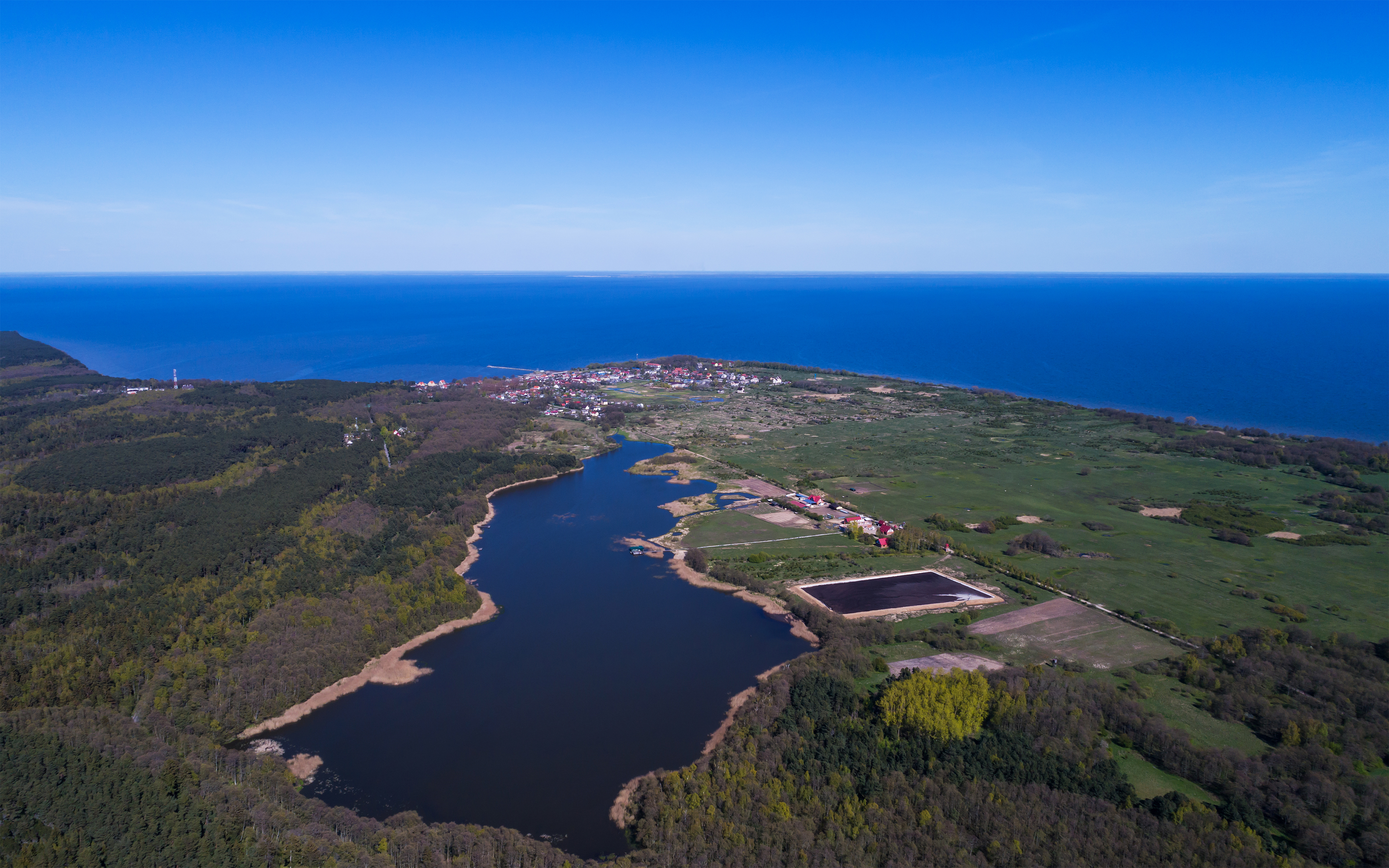
Luftaufnahme Tschaika-See, mit Rybatschi und dem Haff im Hintergrund

Rybatschi (wissenschaftlich transliteriert Rybačij; russisch Рыбачий, von Rybak = „Fischer“; prußisch Rosit; deutsch Rossitten; litauisch Rasytė) ist ein Ort mit 604 Einwohnern (Stand 1. Oktober 2021)  in der russischen Oblast Kaliningrad im Rajon Selenogradsk, unweit der Grenze zu Litauen. Bis 1945 gehörte Rossitten zum Staatsgebiet Deutschlands. Es war Seebad und bekannt durch die Vogelwarte Rossitten und durch seine Segelfliegerschule, die nachmalige Rhön-Rossitten-Gesellschaft. Das heutige Rybatschi gehört zur kommunalen Selbstverwaltungseinheit Stadtkreis Selenogradsk.

## Geographische Lage
Die Ortschaft liegt in der historischen Region Ostpreußen, auf der Kurischen Nehrung, 74 Kilometer Luftlinie nordöstlich von Primorsk (Fischhausen). Es handelt sich um den größten Ort auf der jetzt russischen Seite der Nehrung, mitten im Nationalpark Kurische Nehrung. Die Umgebung ist von Kiefernwäldern und Dünen geprägt, darunter der „Epha-Düne“. In direkter Nähe des Ortes befindet sich der Süßwassersee Möwenbruch; bis zum Ostseestrand sind es etwa zwei Kilometer. Von der Müllershöhe bei Rossitten hat man eine gute Weitsicht über Haff und See.

## Geschichte

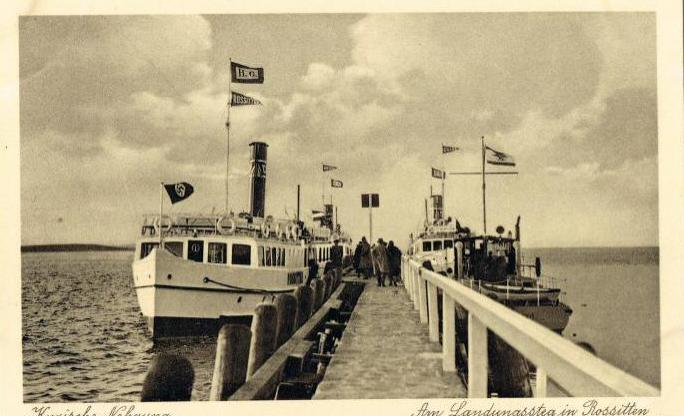
Schiffsanleger in Rossitten (vor 1945)

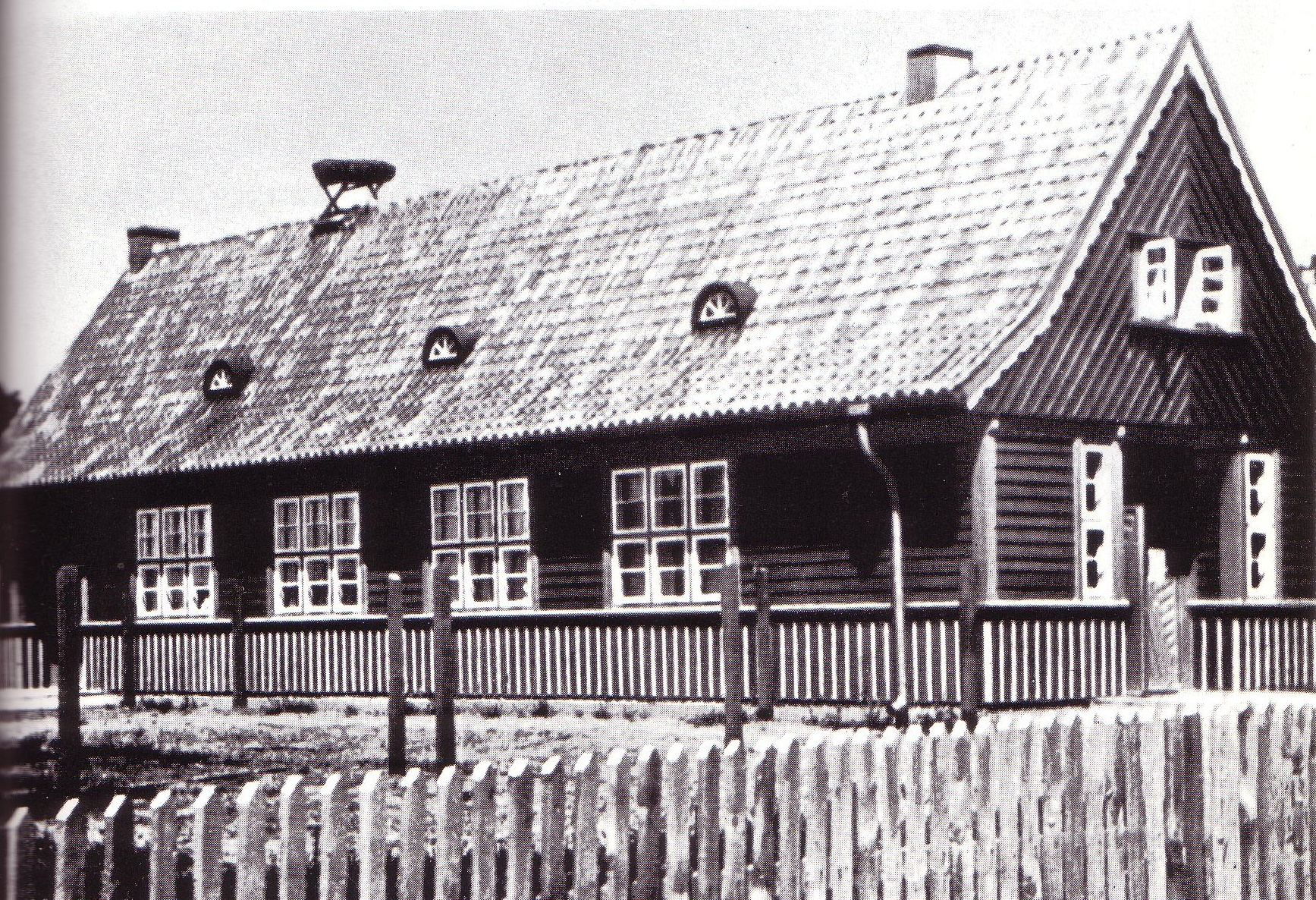
Museum der Vogelwarte Rossitten (erbaut 1931)

Rossitten, auf der Kurischen Nehrung, südsüdwestlich von Memel, auf einer Landkarte von 1910 (Detailkarte im Bild unten rechts)

Rossitten und die früher hier befindliche Deutschordensburg werden erstmals 1372 erwähnt. Der Name des Ortes leitet sich von prußisch „rosit, rasit“: Tau ab (vgl. litauisch „rasenti“: sprühen, rieseln). Die meiste Zeit befand sich hier eine von von aus Kurland eingewanderten Nehrungskuren, die Nehrungskurisch sprachen, bewohnte Fischeransiedlung, die – bedingt durch starke Dünenwanderungen – mehrmals verlegt werden musste, bis Wilhelm Franz Epha am Ende des 19. Jahrhunderts durch Bepflanzungen ein Ende dieses Naturphänomens erreichte. Nur in und um Rossitten wurde auf der Nehrung Landwirtschaft betrieben, weil es hier Lehmboden gab. Ansonsten hatten die kurischen Nehrungsfischer ihre Heuwiesen und Gemüseäcker auf dem gegenüberliegenden Festland (Memelgebiet, Niederung). Während einer Feuchtperiode im 12. Jh. zog es die auf dem Festland lebenden Kuren nach Norden. Lediglich auf der trockenen Nehrung blieben einige wenige Familien zurück.
Im Dünengelände östlich des Ortes wurde in den Predin-Bergen aufgrund der günstigen Aufwinde vom Haff her seit Anfang der 1920er Jahre Segelflug betrieben. Es entstand eine Häuserkolonie mit Fliegerschule. Bald wurden auch Segelflugwettbewerbe durchgeführt. 1923 war das Gelände Schauplatz der ersten Deutschen Küstensegelflugwoche. Ferdinand Schulz, ein Pionier des Segelflugs, erzielte 1924 mit seiner Eigenkonstruktion FS3 „Besenstielkiste“ eine Weltbestleistung im Dauerflug. Er blieb neun Stunden und einundzwanzig Minuten in der Luft.  Seine Segelflugschule wurde Teil der Rhön-Rossitten-Gesellschaft (später: Deutsche Forschungsanstalt für Segelflug). Julius Hatry war Fluglehrer in Rossitten und baute Flugzeugmodelle. In den frühen 1940er Jahren wurden Szenen des Spielfilms Quax in Afrika mit Heinz Rühmann in der Hauptrolle hier gedreht; die Sanddünenlandschaft sollte die damals unerreichbare Sahara filmisch darstellen.
Die Umgebung von Rossitten hatte einen festen Bestand an Elchwild.

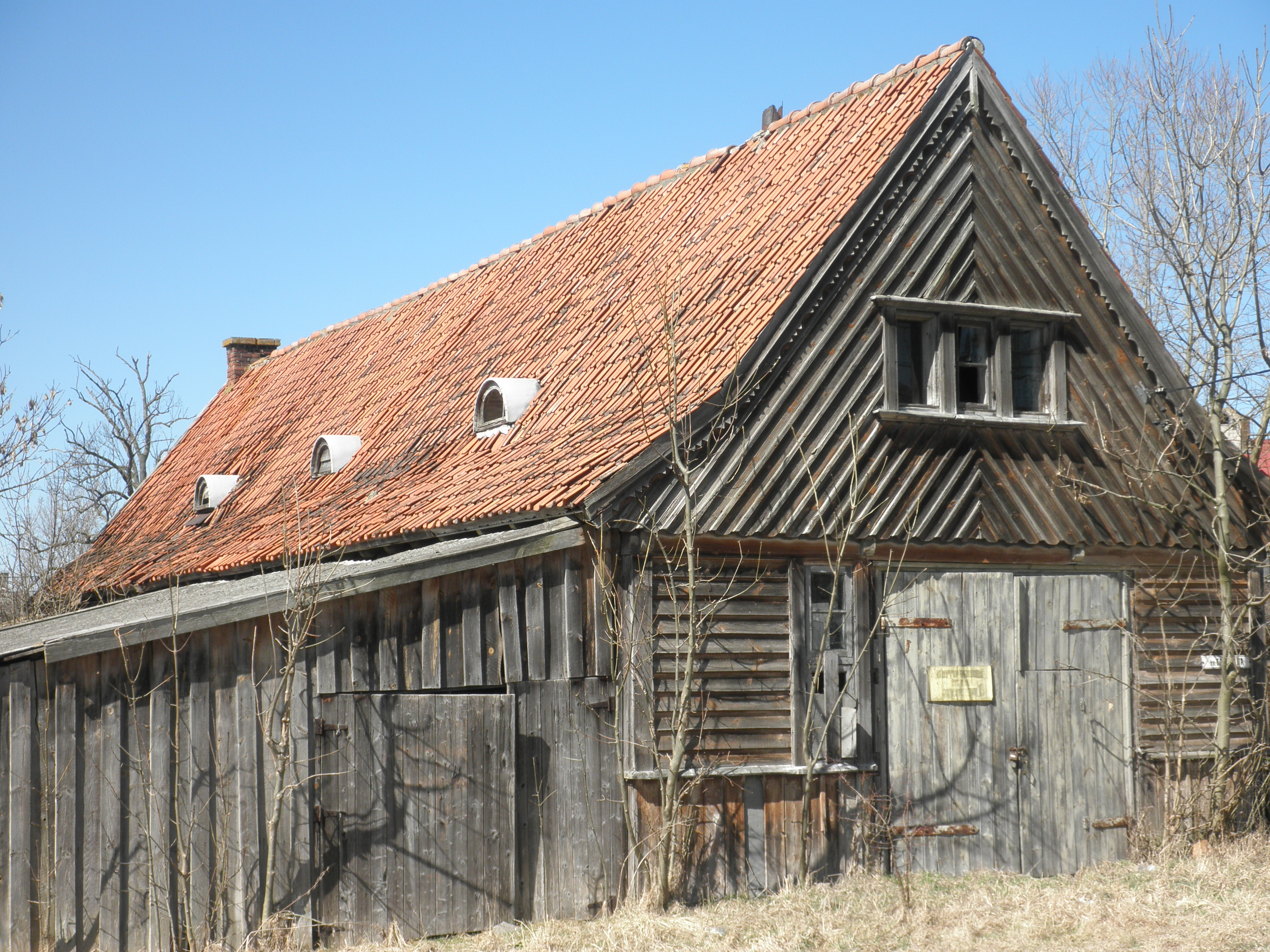
Ehemaliges Vogelmuseum (2013)

Seit den 1930er Jahren bestand der Ort größtenteils aus Fischerhäusern, dazwischen gab es einige Villen. Die Fischerhäuser waren holzverschalt, manche strohgedeckt. Als Giebelverzierung zeigten sie gekreuzte Pferdeköpfe. Die Windbretter der Dächer, die Tür- und Fensterrahmen waren hellblau, in den Farben der Nehrung, gestrichen. Die Gärten, viele mit Ziehbrunnen ausgestattet, wurden durch Staketenzäune geschützt. Oft hingen Fischernetze zum Trocknen aus. Die Nehrungsfischer fischten nachts von ihren Kuren- und Netzkähnen aus. Durch Rossitten floss in einem schmalen Graben der Jordan. Die Dorfstraßen waren noch nicht befestigt. Es gab fünf Gasthöfe mit Namen wie „Zum Treibsand“, „Kurisches Haff“, „Zur Mole“ oder „Des Wanderers Ruh“. Das Kurhaus mit über 100 Betten hatte eine große Terrasse für die Gäste. Es gab auch eine große Jugendherberge. Rossitten verfügte über eine Apotheke und einen Arzt. Die Einwohnerzahl betrug 700 und verdoppelte sich in der Zeit der „Sommerfrische“. Man kam auch wegen der bekannten Vogelwarte mit ihrem Museum und des unweit des Ortes ausgeübten Segelflugs. Den automobilfreien Ort erreichte man mit der Cranz–Memel–Linie oder mit dem Fuhrwerk von der entfernten Bushaltestelle an der alten Poststraße von Cranz nach Memel.
Im Januar 1945 wurde die Kurische Nehrung von der Roten Armee besetzt. Rossitten wurde anschließend, wie der gesamte nördliche Teil der deutschen Provinz Ostpreußen, von der Sowjetunion unter eigene Verwaltung genommen und 1947 in Rybatschi umbenannt. Gleichzeitig bekam der Ort den Status einer Siedlung städtischen Typs (Arbeitersiedlung) innerhalb des Rajon Primorsk. Die deutschen Einwohner waren geflüchtet, der Rest wurde 1947/48 vertrieben. Seit der Auflösung der Sowjetunion (RSFSR) 1991 gehört der Ort zur Russischen Föderation, hier zum Oblast Kaliningrad. Im Jahr 2005 verlor er den Status einer Siedlung städtischen Typs und war fortan als einfache Siedlung Sitz einer Landgemeinde. Seit deren Auflösung im Jahr 2015 gehört Rybatschi zum Stadtkreis Selenogradsk.

### Demographie
| Jahr | Einwohner | Anmerkungen |
| ---- | --------- | --- |
| 1782 | –         | königliches Domänen- und damit verbundenes Forstamt mit einem Dorf auf der Kurischen Nehrung, mit 24 Feuerstellen (Haushaltungen)                                       |
| 1818 | 190       | Bauern- und kölmisches Dorf |
| 1852 | 263       | Dorf |
| 1858 | 268       | sämtlich Evangelische |
| 1864 | 286       | am 3. Dezember, Gemeindebezirk |
| 1867 | 281       | am 3. Dezember |
| 1871 | 295       | darunter 289 Evangelische, ein Katholik und fünf sonstige Christen |
| 1910 | 460       | am 1. Dezember, Dorf und Gut, auf der Kurischen Nehrung, mit einer evangelischen Pfarrkirche, einer Rettungsstation, einer Vogelwarte und einem ornithologischen Museum |
| 1933 | 650       | [ 11 ] |
| 1939 | 690       | [ 11 ] |

| Jahr      | 1959 | 1970 | 1979 | 1989 | 2002 | 2010 | 2021 |
| --------- | ---- | ---- | ---- | ---- | ---- | ---- | ---- |
| Einwohner | 1128 | 751  | 779  | 806  | 960  | 839  | 604  |

### Amtsbezirk Rossitten (1874–1945)
Am 13. Juni 1874 wurde Rossitten namengebender Ort und Verwaltungssitz des neu errichteten Amtsbezirks Rossitten. Er bestand bis 1945 und gehörte zum Landkreis Fischhausen (1939 bis 1945 Landkreis Samland im Regierungsbezirk Königsberg der preußischen Provinz Ostpreußen). Er war anfangs in vier Landgemeinden und einen Gutsbezirk gegliedert:
| Name                                          | Russischer Name | Bemerkungen                                          |
| --------------------------------------------- | --------------- | ---------------------------------------------------- |
| Landgemeinden:                                |                 |                                                      |
| Kunzen                                        | Krasnoretschje  | 1894 in die Landgemeinde Rossitten eingegliedert     |
| Pillkoppen                                    | Morskoje        |                                                      |
| Rossitten                                     | Rybatschi       |                                                      |
| Sarkau                                        | Lesnoi          |                                                      |
| Gutsbezirk:                                   |                 |                                                      |
| Rossitten, bis 1906: Kurische Nehrung (Forst) |                 | 1931 in den Amtsbezirk Kurische Nehrung umgegliedert |

Am 1. Januar 1945 bildeten noch drei Gemeinden den Amtsbezirk Rossitten: Pillkoppen, Rossitten und Sarkau.

### Die Verwaltung des russischen Teils der Kurischen Nehrung 1947–2015
Der russische Teil der Kurischen Nehrung wurde seit 1947 innerhalb des Rajon Primorsk vom Siedlungssowjet der Siedlung städtischen Typs Rybatschi verwaltet. Ihm gehörten außerdem die Orte Krasnoretschje (Kunzen), Lesnoi (Sarkau) und Morskoje (Pillkoppen) an. Das im Jahr 1950 umbenannte Krasnoretschje wurde vor 1976 verlassen. Nach dem Zerfall der Sowjetunion im Jahr 1991 wurde der Siedlungssowjet von der Administration der Siedlung städtischen Typs Rybatschi abgelöst. Von 1996 bis 2005 gab es ein buntes Durcheinander von immer wieder neuen Bezeichnungen für dieses Administrationsgebiet. Dabei gab es seit etwa 2000 – möglicherweise neben der Siedlungsadministration von Rybatschi – einen Dorfbezirk, der von Lesnoi aus verwaltet wurde. Im Jahr 2005 wurde Rybatschi als einfache Siedlung Verwaltungssitz der Landgemeinde Kurische Nehrung (ru. Сельское поселение Куршская коса, Selskoje posselenije Kurschskaja Kossa), die bis 2015 bestand. Seither gehören die drei Orte Lesnoi, Morskoje und Rybatschi zum Stadtkreis Selenograds.

## Verkehr
Durch die Ortschaft verläuft die alte Poststraße von Kaliningrad (Königsberg i. Pr.) nach Klaipėda (Memel).

## Partnerschaften
- Brachttal, Deutschland – seit 28. März 2015[15]

## Evangelische Kirche

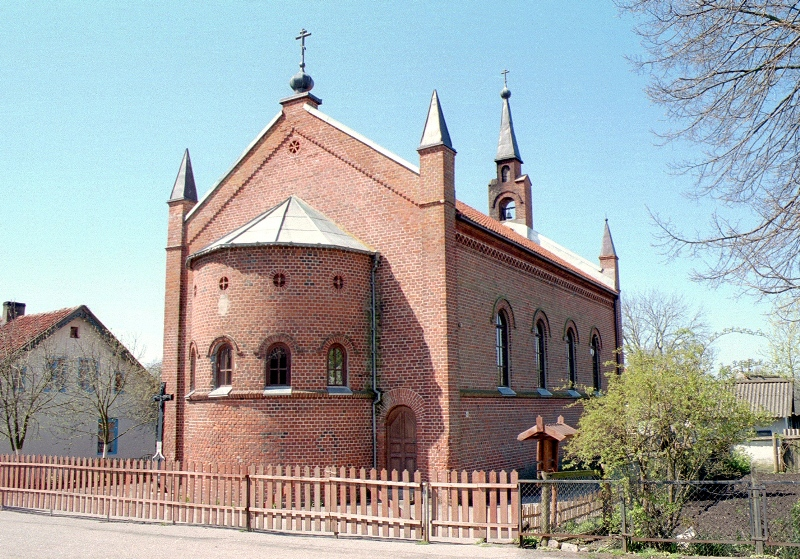
Die früher evangelische, heute russisch-orthodoxe (Sergius-)Kirche in Rossitten (Rybatschi (2013))

Das Kirchspiel Rossitten bildeten bis 1945 die vier Fischerdörfer Kunzen, Pillkoppen, Rossitten und – bis 1885 – Sarkau.
Die Backsteinkirche von Rossitten stammt aus dem Jahre 1873 und war bis 1945 evangelisches Gotteshaus. Nach einer Fremdnutzung als Getreidelager in der Zeit der Sowjetunion nutzt es jetzt die Russisch-orthodoxe Kirche für gottesdienstliche Zwecke.

### Kirchengemeinde
Rossitten war bereits in vorreformatorischer Zeit ein zentraler Kirchort. Als man 1551 Kirche und Pfarramt ins drei Kilometer südlich gelegene Kunzen (russisch: Krasnoretschje, heute nicht mehr existent) verlagerte, war in der damals zum Amt Schaaken (heute russisch: Schemtschuschnoje) gehörigen Pfarrei ein evangelischer Geistlicher tätig. Im Jahre 1808 wurde die Kirche wieder zurück nach Rossitten verlegt, da sie in Kunzen andernfalls versandet wäre.
Zur Kirchengemeinde Rossitten gehörte auch die bereits um 1300 gegründete Kirche in Sarkau (heute russisch: Lesnoi), allerdings nur bis 1885, als sie der Pfarrei in Cranz (Selenogradsk) zugeschlagen wurde. Die Kirche Rossitten gehörte bis 1945 zum Kirchenkreis Königsberg-Land II in der Kirchenprovinz Ostpreußen der Kirche der Altpreußischen Union.
Heute liegt Rybatschi im Einzugsbereich der evangelisch-lutherischen Gemeinde in der Stadt Selenogradsk (Cranz), einer Filialgemeinde der Auferstehungskirche in Kaliningrad (Königsberg), der Hauptkirche der Propstei Kaliningrad der Evangelisch-lutherischen Kirche Europäisches Russland (ELKER).

### Pfarrer (bis 1945)
In Rossitten (bis 1885 auch Sarkau) amtierten von der Reformation bis 1945 26 evangelische Geistliche:

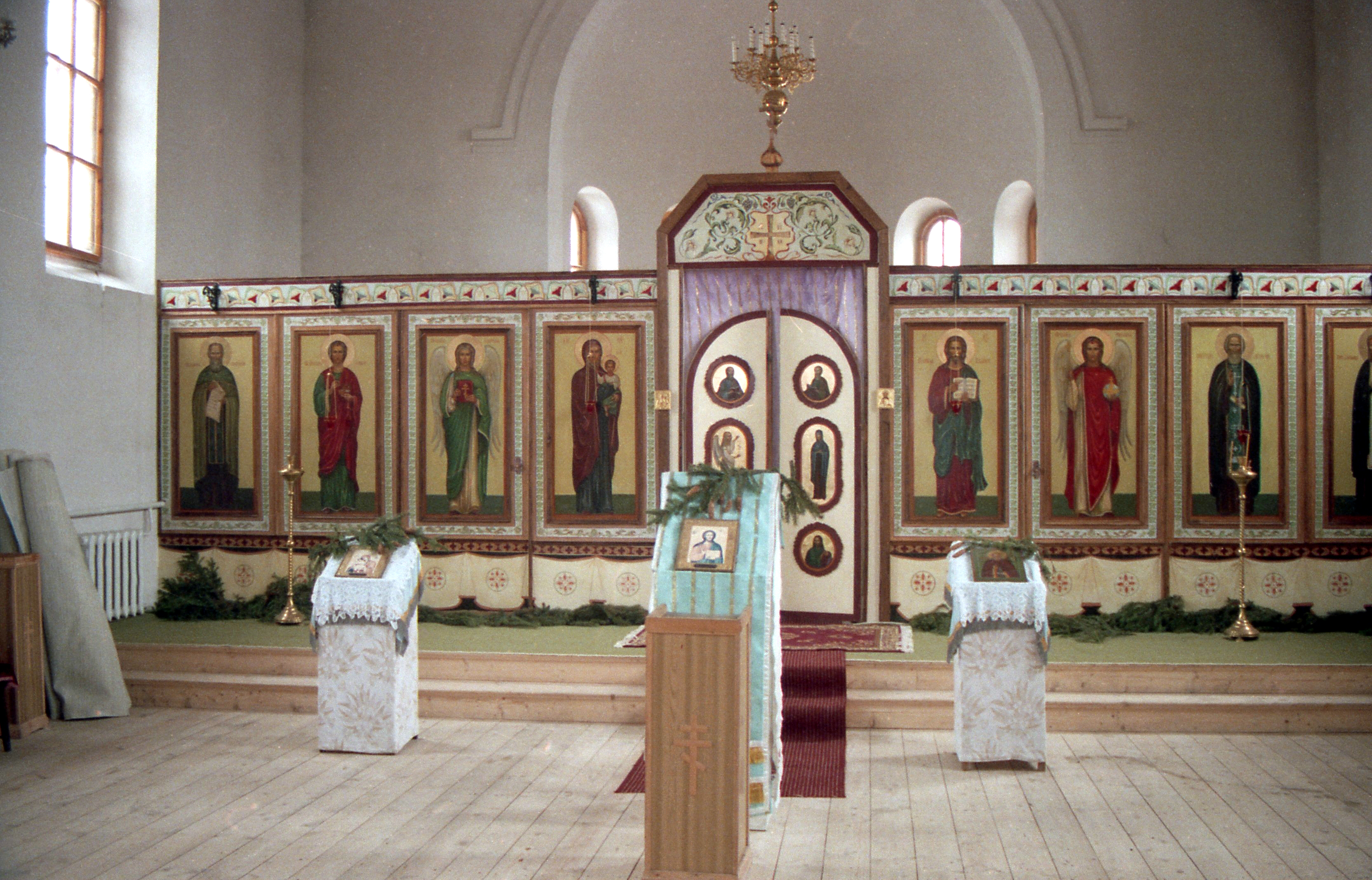
Altarraum der Kirche (1993)

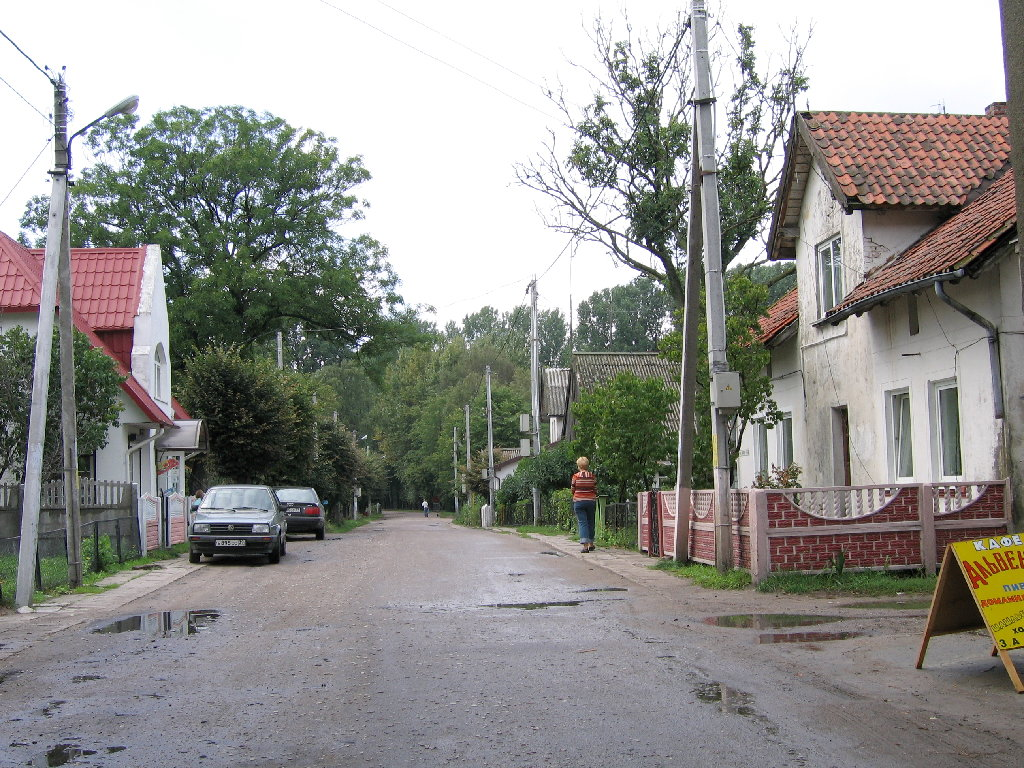
Dorfstraße in Rybatschi (2009)

- Hader Pfaff, bis 1551 (danach bis 1808 Verlegung des Pfarrsitzes nach Kunzen)
- Carl Ludwig Fürchtegott Hintz, 1808–1814
- Georg Friedrich W. Fritzsche, 1814–1820
- Wilhelm Benjamin Radeck, 1820–1824
- Eduard Constantin Wilhelm Hoffmann, 1824–1825
- Johann Carl Friedrich Borck, 1825–1826
- Friedrich Ferdinand Schulz, 1826–1828
- Friedrich Billeit, 1828–1837
- Theodor Ferdinand Traugott Hendewerk, 1837–1838
- Julius Adolf Hoecker, 1844–1850[A 3]
- Heinrich Gotth. R. Ebel, 1850–1857
- Heinrich Adolf Frachet, 1857–1870[A 4]
- Friedrich Richard Ostermeyer, 1870–1877
- Carl August Hermann Heinrichs, 1877–1880
- Ernst Ludwig Theodor von Schaewen, 1880–1886
- Theodor Johann Hermann Schmökel, 1886–1896
- Friedrich Karl Wriedt, 1896–1906
- Franz Max Connor, 1906–1911
- Immanuel Zimmermann, 1911–1913
- Ernst Franz Kreutzer, 1913–1919
- Walter Skaga, 1919–1926
- Johannes Hildebrand, 1926–1932
- Johannes Perle, 1932–1933
- Erich May, 1933–1936
- Johannes Kypke, 1936–1940
- Ortwin Schack, 1943–1945

## Russisch-orthodox
Die bis 1945 evangelische Kirche Rossittens befindet sich seit 1992 im Eigentum der Russisch-orthodoxen Kirche und trägt den Namen Sergiuskirche. Sie wurde umfänglich restauriert. Rybatschi liegt im Bereich der Diözese Kaliningrad und Baltijsk (bis 2009 Diözese von Smolensk und Kaliningrad) mit der Christ-Erlöser-Kathedrale als Metropolitankirche in Kaliningrad (Königsberg).

## Tourismus
Bereits vor dem Zweiten Weltkrieg gehörte Rossitten zu den wichtigeren Erholungsorten an der Ostsee. Heutzutage wird Rybatschi vor allem von natursuchenden Gästen, Ornithologen sowie sog. Heimwehtouristen aus Deutschland besucht. Die Beherbergung ist vor allem in zahlreichen privaten Unterkünften möglich.
Die Jugendherberge war nach Paul Stettiner benannt.

## Sehenswürdigkeiten

### Biologische Station

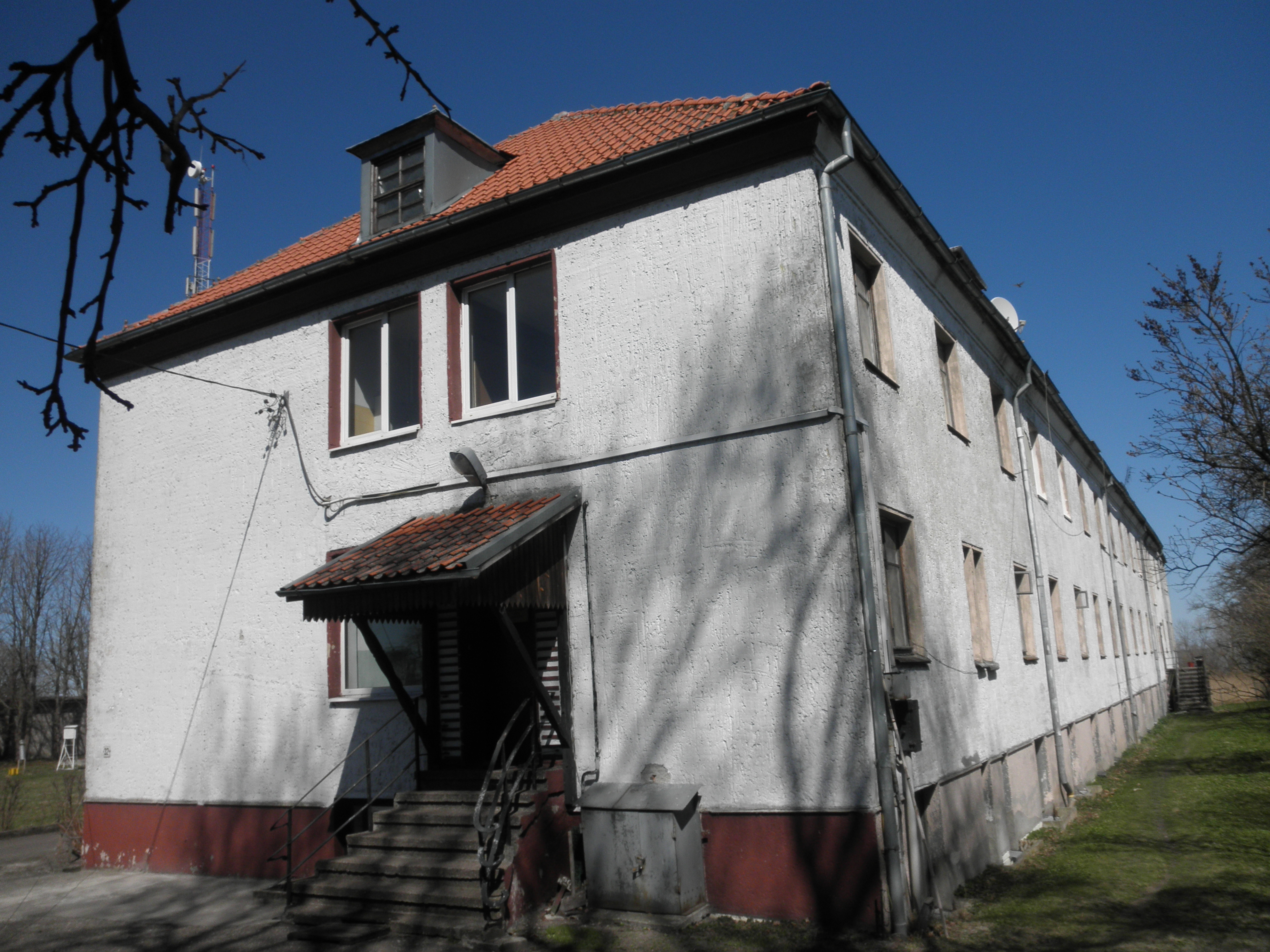
Früheres Kurhaus, jetzt Biologische Station

Das Dorf  beherbergt eine Nachfolgeeinrichtung der traditionsreichen Vogelwarte Rossitten, die 1901 von dem deutschen Ornithologen Johannes Thienemann (1863–1938) gegründet wurde. Sie ist heute eine Außenstelle des Zoologischen Institutes der Russischen Akademie der Wissenschaften und befindet sich im ehemaligen Kurgästehaus aus deutscher Zeit. Die Führungen und eine Ausstellung in der Biologischen Station verschaffen den Besuchern einen Einblick in die Vogelwelt und die Geschichte der Vogelberingung auf der Kurischen Nehrung.

### Kirche
Eines der älteren Gebäude, die man im Dorf sehen kann, ist die Backsteinkirche von 1873. Nach dem Zweiten Weltkrieg wurde sie als Getreidelager genutzt. 1992 wurde die Kirche der orthodoxen Gemeinde übergeben, gründlich renoviert und dient seitdem wieder als Gotteshaus. Heute nennt man sie die Kirche des Heiligen Sergius von Radonesch. Eduarda Jonusas, ein Künstler aus Nida (deutsch: Nidden), widmete Den ehemaligen Bürgern von Rossitten ein Metallkreuz. Es wurde 1992 vor der Kirche errichtet.

### Alter Friedhof
Mitten im Wald, 500 m südlich vom Dorf entfernt, befindet sich der alte, bereits im Mittelalter angelegte und bis 1945 belegte Friedhof auf dem Walgum-Berg. Nach dem Zweiten Weltkrieg wurde er völlig zerstört und lange vernachlässigt. Heute sind drei Gräber restauriert, darunter die Grabstätten zweier verdienter Bewohner der Nehrung: des Pfarrers und Vogelkundlers Johannes Thienemann (1863–1938) und des legendären Düneninspektors Wilhelm Franz Epha, der mit seiner Bepflanzungsmethode den gewaltigen Sandmassen der Wanderdünen Einhalt gebot und so viele Dörfer rettete. Am Eingang zu dem alten deutschen Friedhof liest man jetzt (2013): „Die Verwaltung des Nationalparks Kurische Nehrung führt mit Unterstützung durch die Evangelisch-Lutherische Propstei der Gemeinden im Königsberger Gebiet Arbeiten zur Wiederherstellung des Friedhofs durch“. Man nimmt durchaus Erfolge dieser Bemühungen wahr. Man findet auch eine Gedenktafel: „Den ehemaligen Bürgern von Rossitten“.

### Thienemannhaus

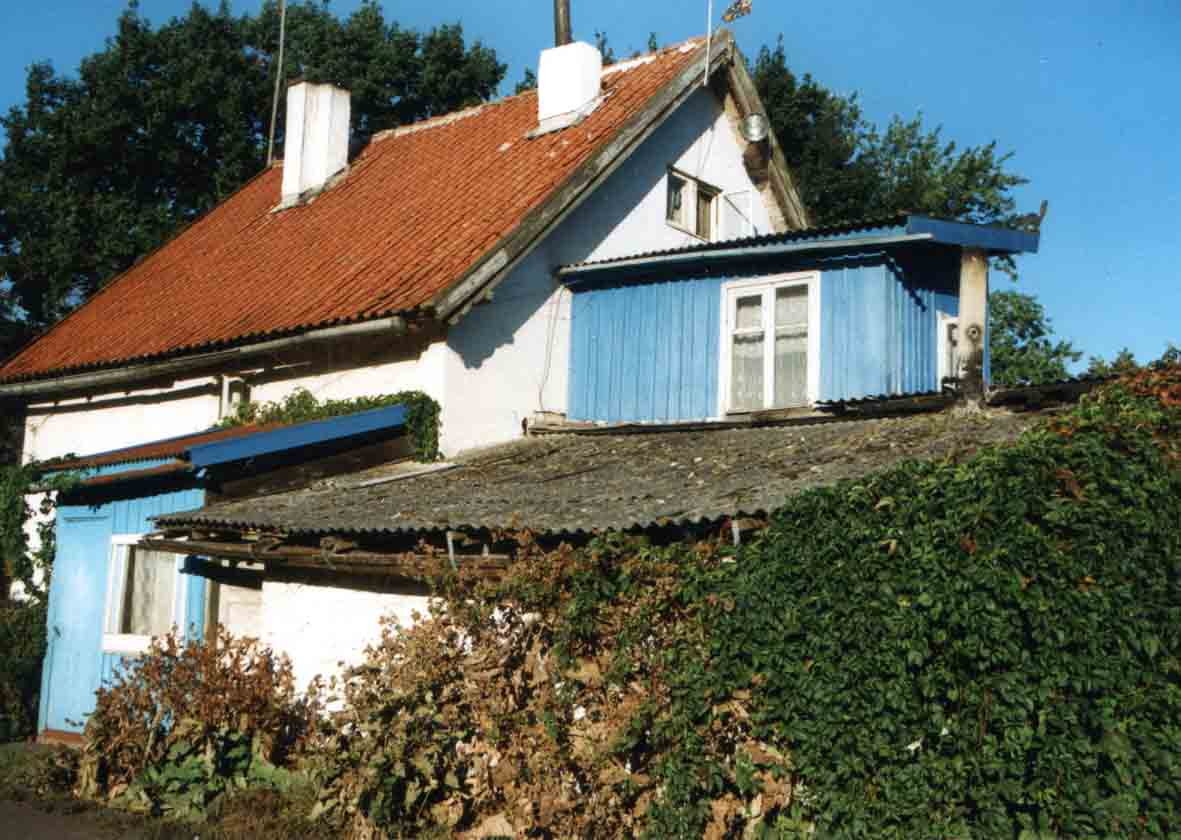
Thienemanns Wohnhaus (2002)

Das frühere Wohnhaus des Theologen, Vogelkundlers und Gründers der Vogelwarte Rossitten, Johannes Thienemann, ist erhalten. Es steht in der Ul. Pobedy (Straße des Sieges) und ist stark verändert mit mehreren Anbauten. Eine zweisprachig beschriftete Holztafel an dem unscheinbaren Haus erinnert an Thienemann.
Nicht erhalten ist das Gebäude (frühere Villa) mit den Arbeits- und Geschäftsräumen der deutschen Vogelwarte im Ort, es befand sich neben der Kirche. Das Schild von diesem Haus wurde an der jetzigen Station des Zoologischen Instituts der Universität St. Petersburg in Rybatschi angebracht (früheres deutsches Kurhaus). Das 1931 errichtete Museum der Vogelwarte in der Kirchstraße existiert noch in vereinfachter Form und mit anderer Funktion.

### Möwenbruch
Der Möwenbruch ist der einzige größere Süßwassersee der Nehrung. Er ist stark überwuchert, morastig und wohl deshalb ein Königreich für Wasservögel. Früher sammelten die Einheimischen hier deren Eier, entweder um sie zu essen oder auf dem Markt zu verkaufen.

## Sonstiges
Einen Vorort mit Namen Rybatschi gibt es auch in der Stadt Wiljutschinsk.
Dem Ort ist die Rossittener Straße (z. T. auch Rossitter, wie z. B. Rossitter Weg) in mehreren deutschen Städten gewidmet.
Die Erzählung Das Majorat des aus Königsberg stammenden E. T. A. Hoffmann spielt in Rossitten: Dem Gestade der Ostsee unfern liegt das Stammschloß der Freiherrlich von R..schen Familie, R..sitten genannt. Ebenso wird in der Novelle die Landschaft der Kurischen Nehrung mit ihren „bodenlosen Triebsanden“ beschrieben.

## Bilder

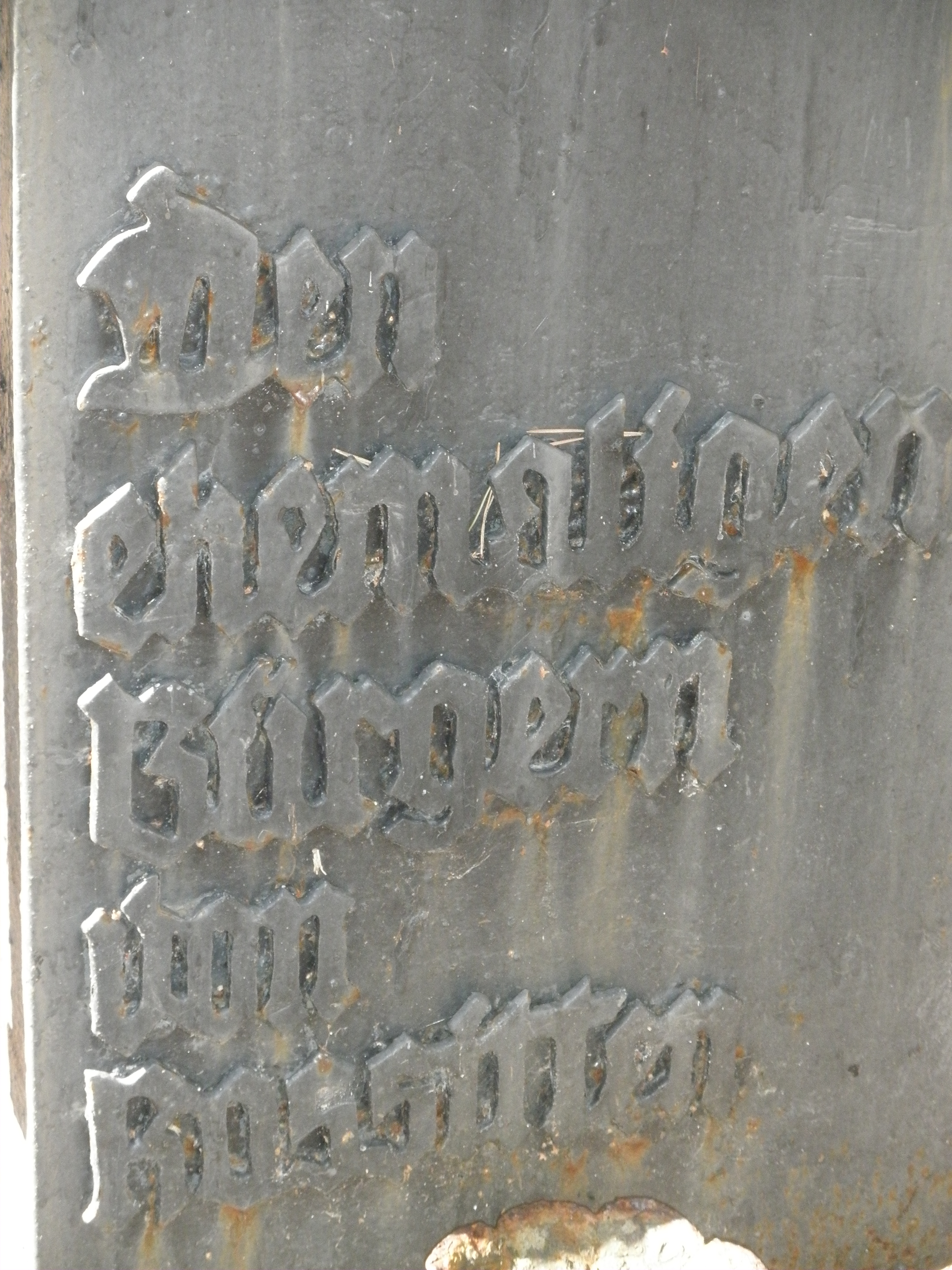
Tafel vor dem Friedhof
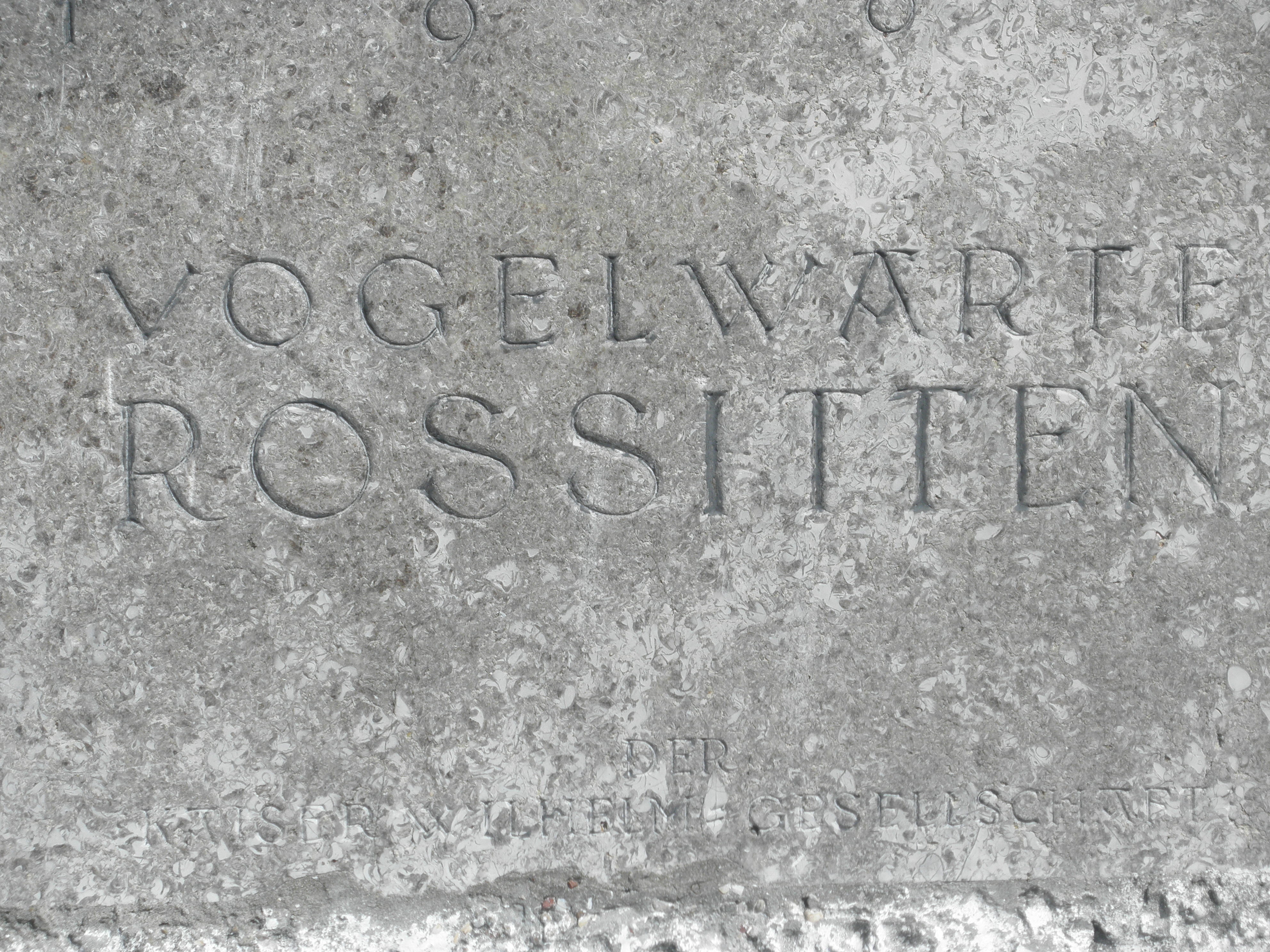
Versetzte Tafel der Vogelwarte
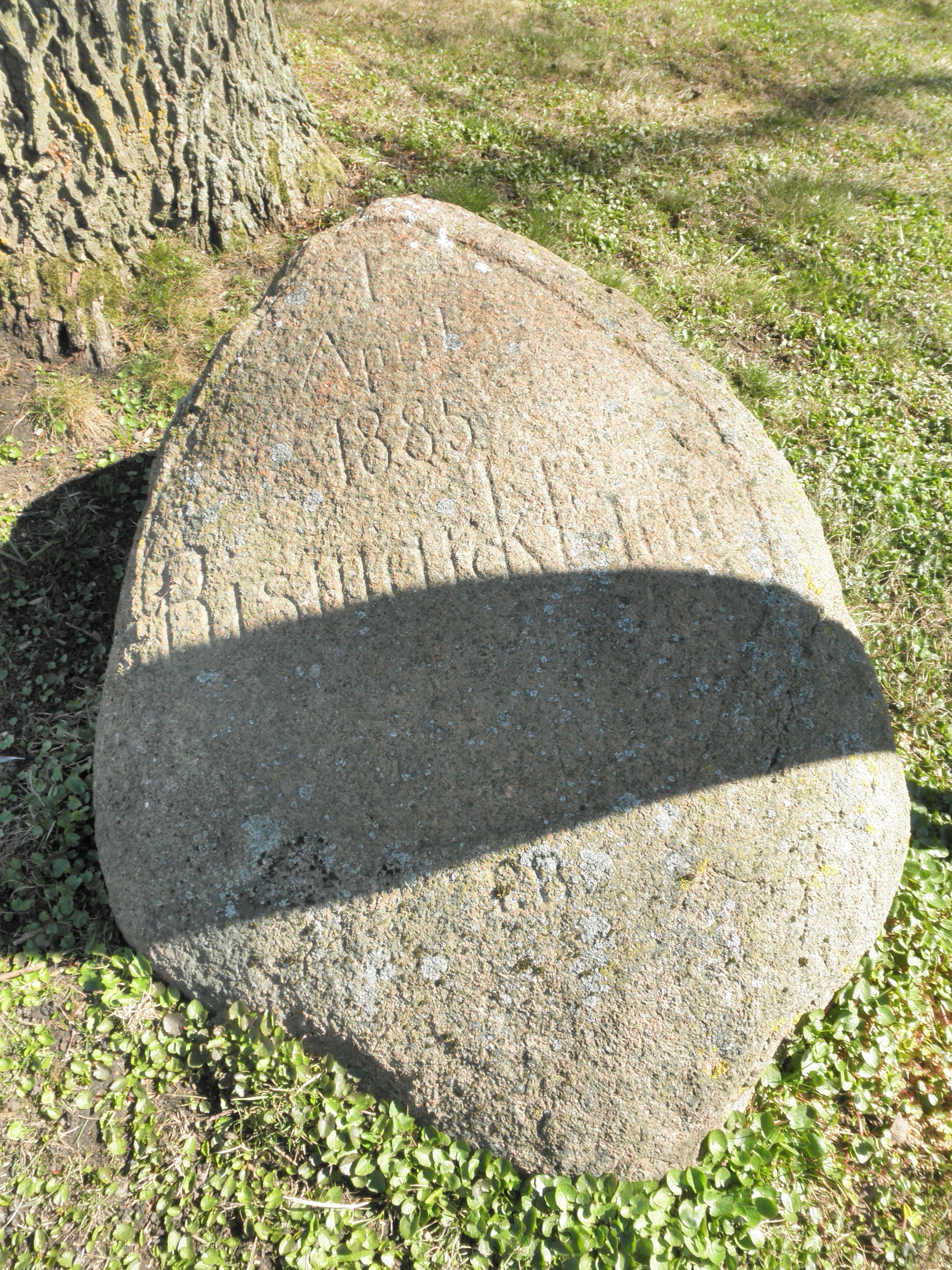
Gedenkstein an Bismarck-Eiche von 1885
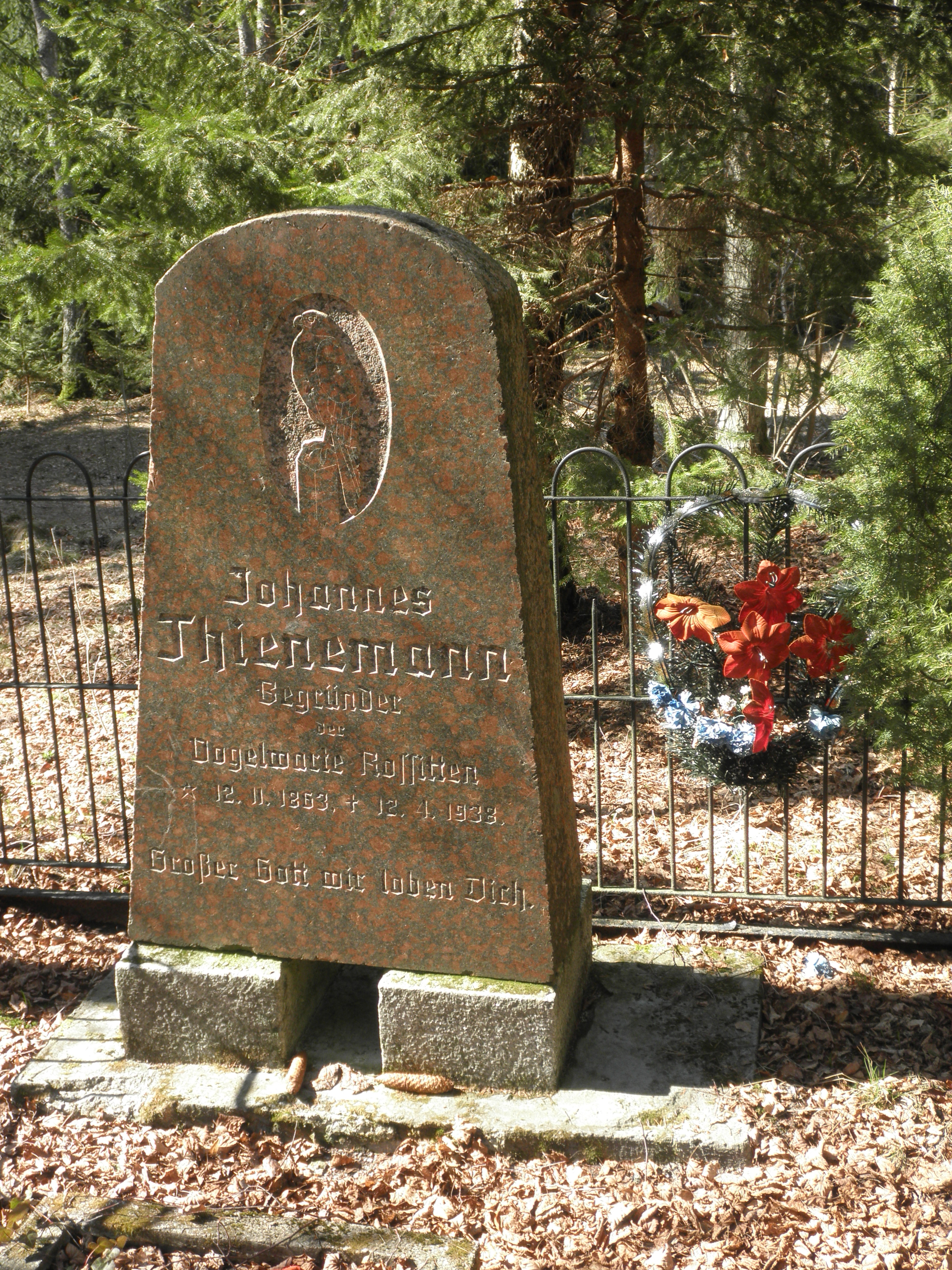
Wiederhergestelltes Grab von Johannes Thienemann
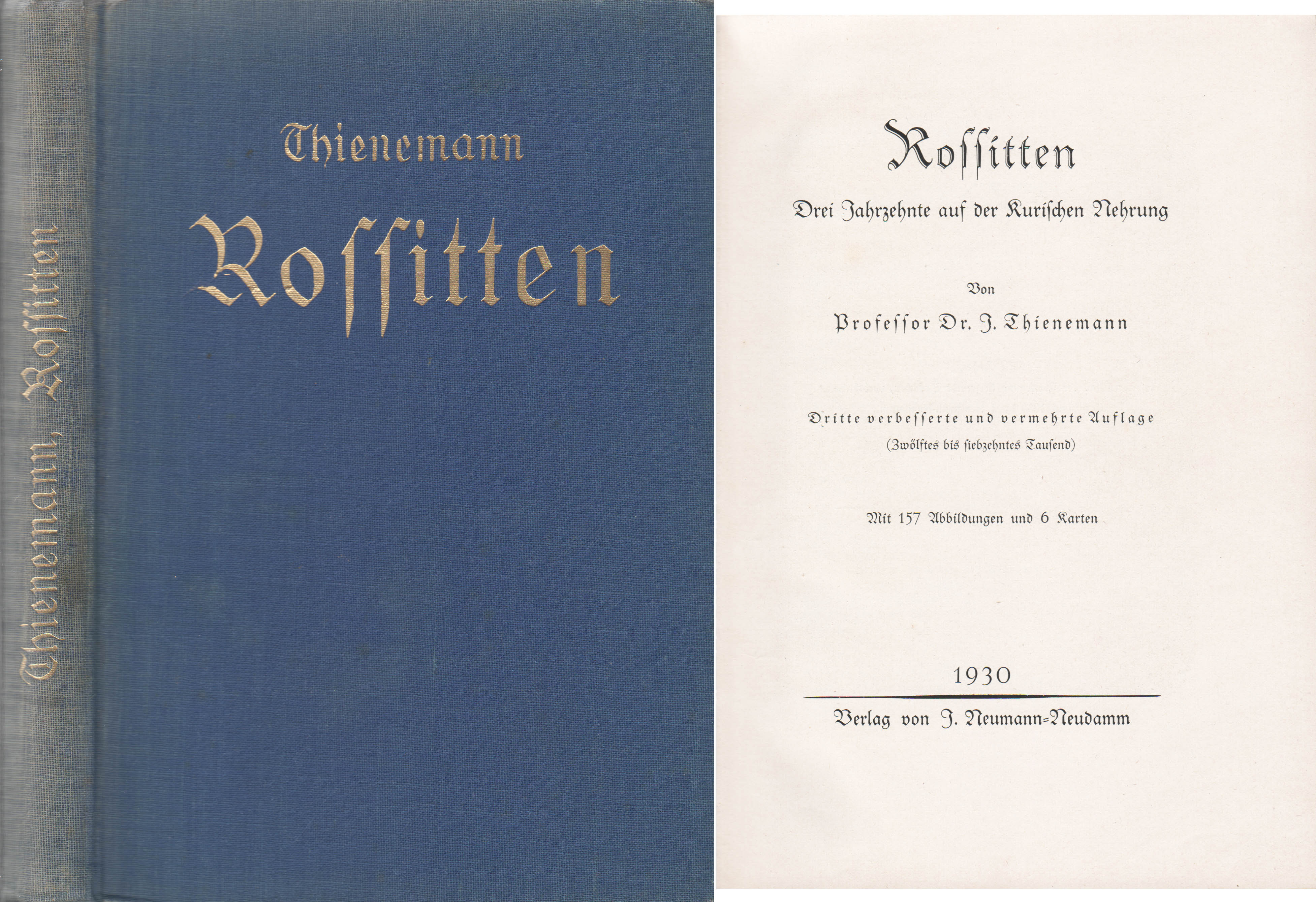
Titelseiten des Buches Rossitten (1930)
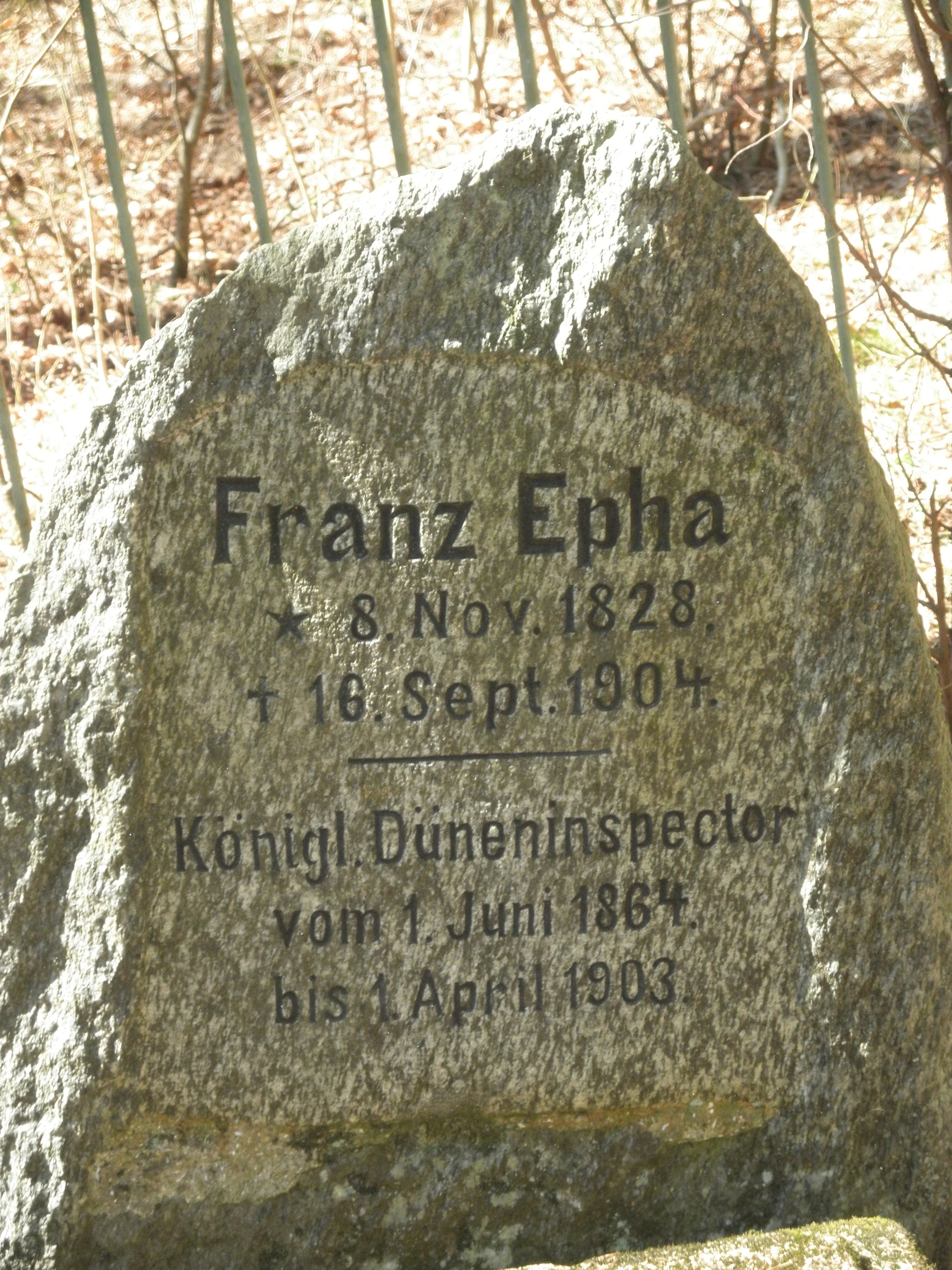
Grab von Wilhelm Franz Epha

## Söhne und Töchter des Ortes
- Werner Muschkeit (1933–1994), Fischdampferkapitän und Reedereiinspektor